# 片岡曻
片岡 曻（かたおか のぼる、1925年（大正14年）10月31日 - 2020年4月1日）は、日本の法学者。京都大学名誉教授。専門は労働法。学位は、法学博士（京都大学・論文博士・1962年）。発行される書籍の中では「片岡昇」とも表記される。

## 年譜
京都府出身。
- 1943年（昭和18年）京都府立福知山中学校卒業
- 1945年（昭和20年）第三高等学校文科卒業
- 1948年（昭和23年）京都帝国大学法学部卒業
- 1950年（昭和25年）
  - 京都大学大学院特別研究生修了
  - 京都大学法学部助手
- 1952年（昭和27年）専任講師
- 1953年（昭和28年）助教授
- 1962年（昭和37年）
  - 京都大学より「英国労働法理論」で法学博士の学位を取得[2]
  - 京都大学法学部教授
- 1978年（昭和53年）同法学部学部長・大学院法学研究科研究科長
- 1979年（昭和54年）日本労働法学会代表理事
- 1989年（平成元年）京都大学停年退官、名誉教授、龍谷大学法学部教授
- 1996年（平成8年）退職

この他に東京大学社会科学研究所兼任教授（1981年~1983年）、京都大学評議員、京都府労働基準審議会公益代表委員、日本学術会議第一部長なども務めた。
専門領域は、労働法全域とイギリス労働法で特に労働組合法、労働団体法を研究。労働協約論に造詣が深い。
2020年4月1日、京都市内の病院にて死去。94歳没。

## 著書
- 『英国労働法理論史』有斐閣 1956
- 『労働法講義』有信堂 1957
- 『団結と労働契約の研究』有斐閣 1959
- 『職場の法律と労働問題』有信堂 1960 文化新書
- 『法からみた労使関係のルール』労働法学研究所 1962
- 『ストライキの権利』労働旬報社 1963
- 『労働者権と経営権』労働法学出版 1963
- 『労働争議』日本労働協会 1964
- 『ILO問題の焦点と労働基本権の課題』有信堂 1966 文化新書
- 『現代労働法の理論』日本評論社 1967
- 『労働協約入門』労働旬報社 1967 労旬新書
- 『ストライキの法律問題』労働旬報社 1968 労旬新書
- 『地方公務員の権利と労働条件』労働旬報社 1968
- 『労働組合法の争点 法からみた労使関係のルール』総合労働研究所 1971
- 『労働者の権利』有信堂 1971
- 『労働法』有斐閣双書 1974-75
- 『労働法の基礎理論』日本評論社 1974
- 『現代資本主義と労働法の動態』労働旬報社 1977
- 『労働法 その基礎理論と展開』労働旬報社 1978
- 『現代労働法の展開』岩波書店 1983
- 『岐路にたつ労働者の人権』法律文化社 1984
- 『労働協約論』一粒社 1984 現代労働法学の課題
- 『労働法の変革と課題』三省堂 1987年
- 『自立と連帯の労働法入門 働く人びとの権利読本』法律文化社 1997
- 『労働法理論の継承と発展』有斐閣 2001
- 『団結権の課題と展望』有信堂高文社 2003
- 『総論・労働団体法（第4版）』（村中孝史補訂、有斐閣、2007年）
- 『労働者保護法（第5版）』（村中孝史補訂、有斐閣、2009年）

### 共編著
- 『図解労働法 実務と司法試験受験必携』編 高文社 1953 法律学サブノート集
- 『判例労働法』新訂版 浅井清信,恒藤武二共著 ミネルヴァ書房 1955
- 『労働法 資料』浅井清信,恒藤武二共編 法律文化社 1957
- 『労働災害・失業の法律 その総合的理解の手引』近藤正三共著 日本評論新社 1958
- 『看護婦』富岡次郎,園部逸夫共著 1961 三一新書
- 『団結する権利 激動期労働法の焦点』沼田稲次郎共編 法律文化社 1961 かわずブックス
- 『労働法演習』窪田隼人,本多淳亮共著 有信堂 1961
- 『労働法の基礎知識 質問と解答』窪田隼人,本多淳亮共著 1965 有斐閣双書
- 『政治・街頭活動問答』宮内裕,橋本敦共編 労働旬報社 1968 労旬新書
- 『現代法講義』編 日本評論社 1970
- 『法学の基礎』乾昭三,中山研一共編 有斐閣 1970 法学基礎セミナー
- 『法と現代社会』乾昭三,中山研一共編 有斐閣 1970 法学基礎セミナー
- 『公害と労働者』本多淳亮共編 法律文化社 1971
- 『労働法 学説・判例 労働団体法』青木宗也共編 法律文化社 1971 学説・判例双書
- 『労働法 学説・判例労働者保護法』青木宗也共編 法律文化社 1971 学説・判例双書
- 『演習労働法』横井芳弘共編 演習法律学大系 青林書院新社 1972
- 『労働法』編 青林書院新社 1973 青林双書
- 『労働法を学ぶ 理論と実際の理解のために』外尾健一共編 1974 有斐閣選書
- 『労働法の基礎』窪田隼人,本多淳亮共編 青林書院新社 1975 基礎法律学大系
- 『働く婦人の権利』西谷敏共著 労働教育センター 1976
- 『現代法学入門』天野和夫共編 法律文化社 1977 現代法双書
- 『法学の基礎』天野和夫,甲斐道太郎共編 青林書院新社 1977 基礎法律学大系
- 『行政改革と公務員の権利』室井力共編 法律文化社 1985
- 『労働法概説』近藤正三共著 有信堂高文社 1987
- 『労働時間法論』万井隆令共編 法律文化社 1990 共同研究労働法
- 『現代法を学ぶ』天野和夫共編 法律文化社 1991
- 『労働団体法』大沼邦博共著 青林書院 1992 現代法律学全集
- 『労働基準法』青木宗也共編 青林書院 1994-95 注解法律学全集
- 『労働法』前田達男共編 青林書院 1995 青林法学双書

### 翻訳
- 『ドライヤー報告 全文』中山和久共訳 労働旬報社 1966

### 記念論集
- 『権利闘争の発展のために 本多淳亮・片岡曻先生還暦記念』民主法律協会 1985
- 『労働法学の理論と課題 片岡曻先生還暦記念』前田達男ほか編 有斐閣 1988

## 恩師
法の一般理論・基本原理の分野では加藤新平を、労働政策を含む社会政策の分野では岸本英太郎に薫陶を受けた。

## 門下生
- 大沼邦博 - 関西大学教授
- 村中孝史 - 京都大学教授
- 西谷敏 - 大阪市立大学名誉教授
- 木下秀雄 - 大阪市立大学教授
- 西村健一郎 - 同志社大学元教授
- 萬井隆令 - 龍谷大学名誉教授
- 脇田滋 - 龍谷大学名誉教授
- 見澤俊明 - 元札幌学院大学学長